# منوآ

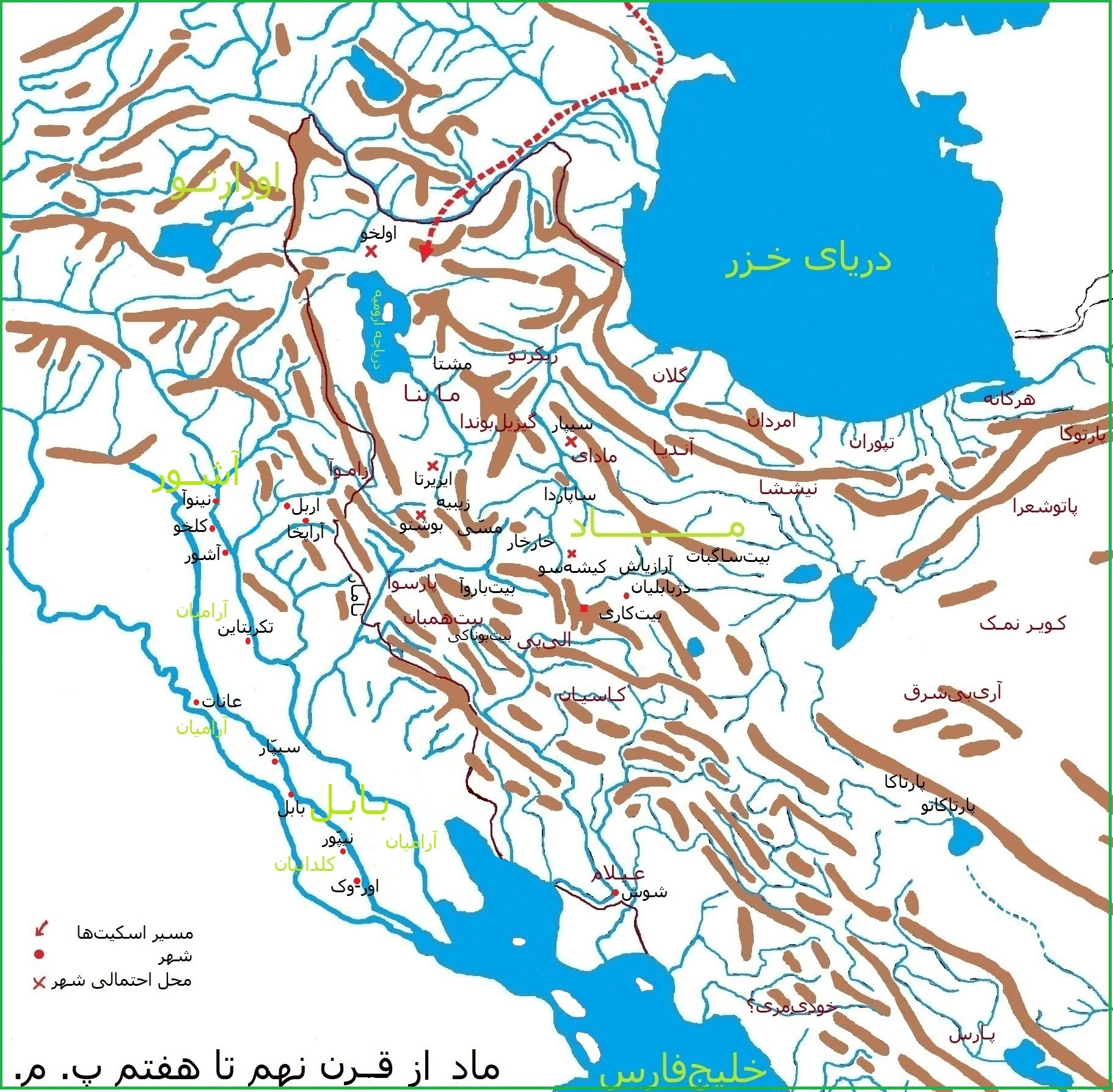
موقعیت اورارتو، شمال غرب پیرامون دریاچه وان

مِنوآ فرزند و جانشین ایشپوئینی پیشوای قبایل اورارتو. وی در دوران حکومت آداد نراری سوم پادشاه آشور به مستعمرات آشور یعنی سرزمین ماننا یورش برد. لشکرکشی منوآ به ماننا در پایان قرن نهم پیش از میلاد صورت گرفت و تعداد این لشکرکشی‌ها کمتر از دو نبود. پیشوای اورارتو قلعه‌ای در خاک ماننا احداث یا احیا کرد و لوحی از وی در آنجا باقی است که حاکی از آن می‌باشد.

## یورش نخست
نخستین لشکرکشی اورارتو به ماننا در زمان حکومت مشترک ایشپوئینی و منوآ وقوع یافته بوده و مربوط است به سال‌های - ۸۲۰ تا ۸۱۰ پیش از میلاد - لشکرکشی دوم را می‌باید به بعد از سال - ۸۰۶ پیش از میلاد - و حتی محتملا بعد از سال - ۸۰۲ پیش از میلاد - مربوط دانست. در عین حال لشکرکشی‌های آشور علیه خوبوشکیه در جنوب دریاچه وان را که در سال - ۸۰۱ پیش از میلاد - آغاز گردیده بوده باید همچون اقدام متقابلی علیه تهاجم اورارتوییان به جناح شرقی آشور دانست. بدین سبب و به ظن اقوی، سلطه و سیادت اورارتو در ماننا در تاریخ - ۸۰۲ و ۸۰۱ پیش از میلاد - صورت گرفته بود.

## جنگ‌های منوآ
سمیرامیس و پسرش آداد نراری سوم با منوآ پیشوای قبایل اورارتوییان دو بار در ماننا و پنج بار در جنوب دریاچه وان در خوبوشکیه و یک بار در درّهٔ علیای فرات پیکار کردند. سلمنسر چهارم جانشین آداد نراری سوم نیز از سال - ۷۸۱ تا ۷۷۸ پیش از میلاد - با اورارتو در جنگ بود، ولی کامیاب نگردید. در آن زمان قبایل جنگجوی اورارتو برای آشور خطری جدّی بشمار می‌رفت. حتی در پایان قرن نهم پیش از میلاد اورارتوییان موساسیر را در بخش علیای زاب بزرگ در مرز آشور اشغال کردند و مستقیماً مرکز خاک آشور را مورد تهدید قرار دادند و در آغاز قرن هشتم وارد قسمت علیای رود فرات گشتند.